# Yoshinori Suzuki
Yoshinori Suzuki (født 11. september 1992) er en japansk fodboldspiller, som spiller for den japanske fodboldklub Oita Trinita.